# Amurrio Club de Fútbol
Maillots
L'Amurrio Club de Fútbol est un club de football espagnol basé à Amurrio.

## Histoire
Le club évolue pendant 12 saisons en Segunda División B (troisième division) : de 1994 à 1996, puis de 1997 à 2007. Il réalise sa meilleure performance lors de la saison 2000-2001, où il se classe quatrième du Groupe II, avec 18 victoires, 10 nuls et 10 défaites.

## Palmarès
- Tercera División
  - Champion : 1994